# فهرست مراکز دهستان‌های استان آذربایجان شرقی
فهرست مراکز دهستان‌های استان آذربایجان شرقی:
- آبش‌احمد
- آتش‌بیگ
- آتی‌کندی
- آچاچی
- آذغان
- آرموداق
- آروق
- آغمیون
- آقابابافرامرزی
- آق‌براز
- آقچه‌ریش
- آقچه‌کهل
- آق‌زیارت
- آق‌کند
- آق‌منار
- آلان
- ابرغان
- اربط
- اردها
- ارزیل
- ارسکنای سفلی
- ارسی
- اسب‌فروشان
- اسفنجان
- اسکلو
- اسنق
- امند
- اندیس
- اوشندل
- ایشلق
- تازه‌کند
- باشماق
- بایقوت
- بسطاملو
- بکرآباد
- بناب جدید
- بنه‌کهل
- بنیس
- بیلوردی
- پورسخلو
- تازه‌کند
- تازه‌کند شاه‌وردی
- تخمدل
- ترک
- ترکمان‌چای
- تیکمه‌داش
- تیل
- تیمورلو
- جانانلو
- جوان‌قلعه
- جوشین
- چله‌خانه علیا
- چهرگان
- چولاقلو
- حاج‌آقا
- خاتون‌آباد
- خاروانا
- خاص‌آباد
- خانه‌برق جدید
- خراجو
- خضرلو
- خلجان
- خمارلو
- خواجه
- خوشه‌مهر
- خونیق
- داران
- داش‌آتان
- داش‌بلاغ بازار
- دستجرد
- دولت‌آباد
- ذاکرکندی
- ذوالبین
- رازلیق
- روشت بزرگ
- زنوزق
- سرای‌ده
- سرند
- سعیدآباد
- سلطان‌آباد
- سلوک
- سیس
- سیه‌رود
- شجاع
- شربیان
- شیخ‌درآباد
- شیرامین
- شیشوان
- صومعه علیا
- طورآغای
- عاشقلو
- عربشاه‌خان
- علویان
- علی‌آباد علیا
- قاضی‌جهان
- قره‌آغاج
- قره‌بابا
- قره‌بلاغ
- قره‌چای حاج‌علی
- قره‌چمن
- قره‌قیه
- قریب‌دوست
- قویوجاق
- کردکندی
- کشک‌سرای
- کلجاه
- کلیان
- کندرود
- کندلج
- کنگاور
- کوزه‌کنان
- گرنگاه
- گلین‌قیه
- گون‌دوغدی
- لاریجان
- لاهیجان
- لیلان
- مایان سفلی
- مجیدآباد
- مردانقم
- مقصودلو
- ممقان
- مولان
- نادیلو
- نصیرآباد
- نظرکهریزی
- نعمت‌الله
- نوجه‌مهر
- هرزند جدید
- هوراند
- ورجوی
- ورزقان
- ورگهان
- یامچی
- یخفروزان
- یکان کهریز
- ینگجه
- ینگجه
- ینگی اسپران
- یوزبند
- یوسف‌آباد